# Ugriska språk
Ugriska språk är en av huvudgrenarna inom den finsk-ugriska delen av den uraliska språkfamiljen. Till de ugriska språken räknas ungerskan och de ob-ugriska språken chantiska och mansiska.. Ungerskan talas främst i Ungern, där det är officiellt språk, liksom i delar av det som en gång tillhörde Ungern, medan chantiskan och mansiskan talas på landsbygden i vissa områden kring floden Ob i Sibirien, framförallt Chantien-Mansien.
Språkgruppen kan anses vara hypotetisk. Till exempel Glottolog klassificerar ungerska och ob-ugriska språken som skilda grupper inom den uraliska språkfamiljen.